# Càdlàg
A matematikában a càdlàg (francia: "continue à droite, limitée à gauche" kifejezés), RCLL (angol: "right continuous with left limits") vagy corlol ("continuous on (the) right, limit on (the) left") mind az olyan valós számokon (vagy azok egy részhalmazán) értelmezett folytonos függvények jelölésére szolgáló rövidítés, amelyek az értelmezési tartományuk valamennyi pontjában jobbról folytonosak és ugyanitt létezik a bal oldali határértékük. A kifejezés elterjedt a matematikai függvénykalkulus területén és nem szokás magyar megfelelővel helyettesíteni [forrás?]. olykor az egyszerűség kedvéért az eredeti càdlàg írásmód helyett az ékezetek nélküli cadlag kifejezést használják a magyar irodalmakban. A càdlàg függvények az olyan sztochasztikus folyamatok tanulmányozásában töltenek be fontos szerepet, melyekben elfogadott (néha követelmény) ugrások jelenléte, nem úgy mint pl. a Brown-mozgás esetén, amelynek pályái folytonosak. Egy adott tartományon értelmezett càdlàg függvények családját Skorokhod térnek nevezzük.

## Definíció

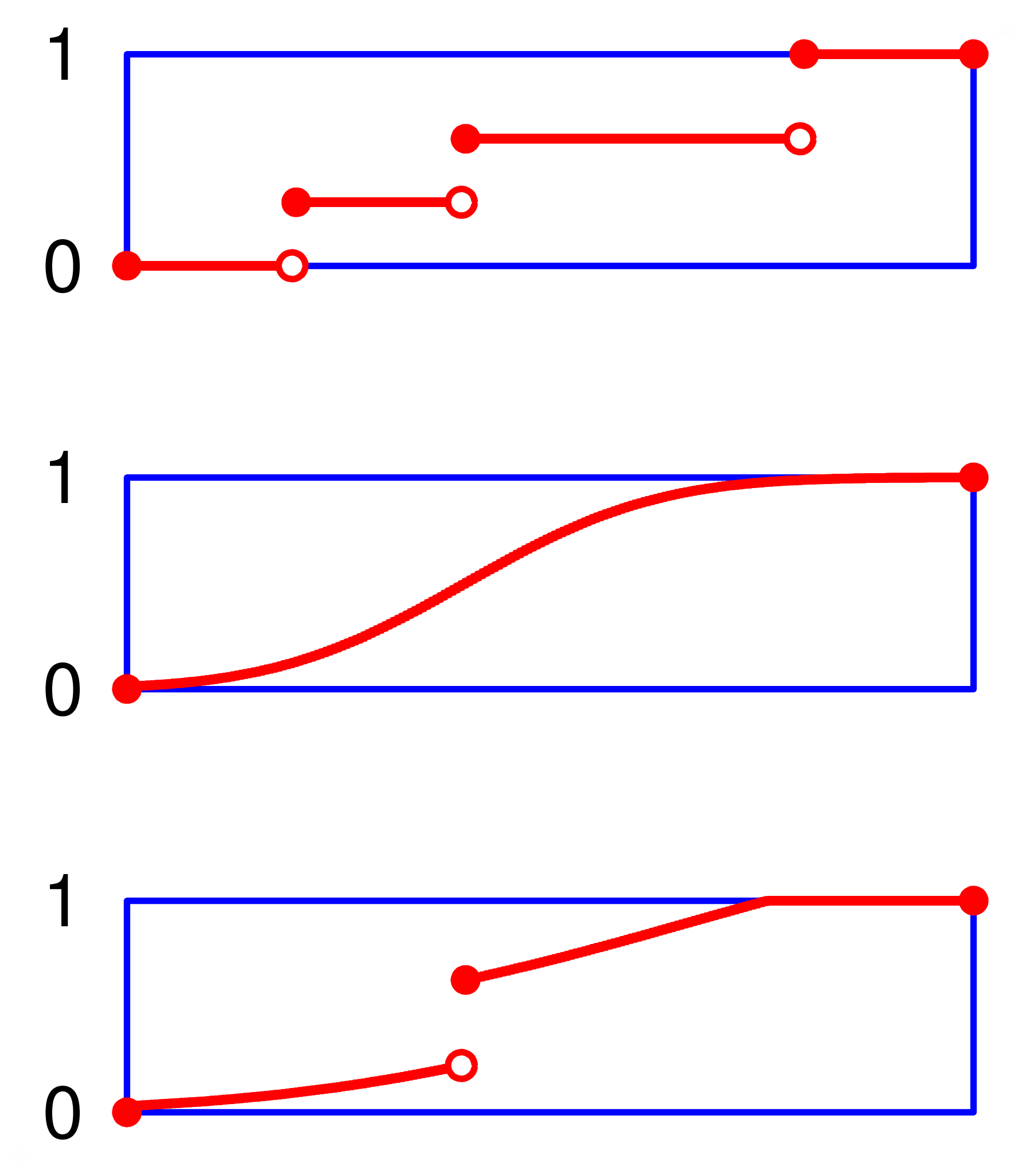
Az eloszlásfüggvények például càdlàg függvények.

Legyen {\displaystyle (M,d)} egy metrikus tér és legyen {\displaystyle E\subseteq \mathbb {R} }. Egy {\displaystyle f:E\to M} függvényt càdlàg függvénynek nevezünk, ha {\displaystyle \forall t\in E} esetén
- az {\displaystyle f(t-):=\lim _{s\uparrow t}f(s)} bal oldali határérték létezik és
- az {\displaystyle f(t+):=\lim _{s\downarrow t}f(s)} jobb oldali határérték létezik és megegyezik {\displaystyle f(t)}-vel.

Azaz definíció szerint {\displaystyle f} jobbról folytonos és rendelkezik bal oldali határértékekkel.

## Példák
- Minden folytonos függvény càdlàg.
- Definíciójuk szerint minden eloszlásfüggvény càdlàg függvény.

## Skorokhod tér
Az összes {\displaystyle f:E\rightarrow M} càdlàg függvények terét gyakran {\displaystyle D(E;M)} jelöli (vagy egyszerűbben {\displaystyle D}) és ezt Skorokhod-térnek nevezzük Anatolij Skorokhod ukrán matematikus után. A Skorokhod tereket topológiával láthatjuk el, amellyel intuitíven "csavarhatunk egy kicsit a téren és időn" (míg a hagyományos uniform norma topológiában csak "a téren csavarhatunk egy kicsit". Az egyszerűség kedvéért tekintsük a {\displaystyle E=[0,T]} és {\displaystyle M=\mathbb {R} ^{n}} halmazokat — lásd Billingsley általánosabb konstrukcióért.
Először definiálnunk kell a folytonossági modulus megfelelőjét, {\displaystyle \varphi '_{f}(\delta )}. Minden {\displaystyle F\subseteq E} halmazra legyen
{\displaystyle w_{f}(F):=\sup _{s,t\in F}|f(s)-f(t)|}
és {\displaystyle \forall \delta >0} legyen a càdlàg modulus
{\displaystyle \varpi '_{f}(\delta ):=\inf _{\Pi }\max _{1\leq i\leq k}w_{f}([t_{i-1},t_{i})),}
ahol az infimum az összes {\displaystyle \Pi =\{0=t_{0}<t_{1}<\dots <t_{k}=T\},\quad k\in \mathbb {N} } partíción fut úgy, hogy {\displaystyle \max _{i}(t_{i}-t_{i-1})<\delta }. Ez a definíció értelmes nem-càdlàg {\displaystyle f} függvényekre is (ahogy a hagyományos folytonossági modulus is értelmes nem folytonos függvényekre) és megmutatható hogy {\displaystyle f} akkor és csak akkor càdlàg, ha {\displaystyle \varpi '_{f}(\delta )\to 0} ahogy {\displaystyle \delta \to 0}.
Jelölje most {\displaystyle \Lambda } az összes szigorúan monoton növő, folytonos, {\displaystyle E\rightarrow E} bijekciók halmazát (ezek az "idő csavarásai"). Legyen
{\displaystyle \|f\|:=\sup _{t\in E}|f(t)|}
a függvények uniform normája {\displaystyle E}-n. Definiáljuk a {\displaystyle \sigma } Skorokhod-metrikát {\displaystyle D}-n a következőképpen:
{\displaystyle \sigma (f,g):=\inf _{\lambda \in \Lambda }\max\{\|\lambda -I\|,\|f-g\circ \lambda \|\}},
ahol {\displaystyle I:E\to E} az identitás. A "csavarás" intuícióval élve, {\displaystyle \|\lambda -I\|} méri az "időcsavarás" mértékét és {\displaystyle \|f-g\circ \lambda \|} méri a "tércsavarás" mértékét.
Megmutatható, hogy a Skorokhod-metrika valóban metrika. A {\displaystyle \Sigma } topológiát amit {\displaystyle \sigma } generál, nevezzük Skorokhod-topológiának {\displaystyle D}

## A Skorokhod-terek tulajdonságai

### Az uniform topológia általánosítása
Az E-n értelmezett folytonos függvények C tere egy altér D'-n. A C-hez viszonyított Skorokhod topológia érintkezik ezen a halmazon az uniform topológiával.

### Teljesség
Megmutatható, hogy bár D nem teljes tér a {\displaystyle \sigma } Skorokhod-metrikára nézve, létezik topologikusan ekvivalens metrika {\displaystyle \sigma _{0}} amire nézve D teljes.

### Szeparábilitás
Mind σ-ra, mind σ0-ra nézve D egy szeparábilis tér. Így a Skorokhod-terek Lengyel terek.

### Feszesség Skorokhod-terekben
Az Arzelà-Ascoli-tétel segítségével megmutatható, hogy a D Skorokhod-téren értelmezett valószínűségi mértékek egy {\displaystyle (\mu _{n})_{n=1}^{\infty }} sorozata feszes akkor és csak akkor, ha a következő feltételek mindegyike teljesül:
{\displaystyle \lim _{a\to \infty }\limsup _{n\to \infty }\mu _{n}\{f\in D|\|f\|\geq a\}=0,}
és
{\displaystyle \lim _{\delta \to 0}\limsup _{n\to \infty }\mu _{n}\{f\in D|\varpi '_{f}(\delta )\geq \varepsilon \}=0{\text{ for all }}\varepsilon >0.}

### Algebrai és topológiai struktúra
A Skorokhod-topológia és a függvények pontonkénti összeadása felett D nem alkot topologikus csoportot.

## Fordítás
- Ez a szócikk részben vagy egészben  a   Càdlàg című angol Wikipédia-szócikk fordításán alapul.  Az eredeti cikk szerkesztőit annak laptörténete sorolja fel. Ez a jelzés csupán a megfogalmazás eredetét és a szerzői jogokat jelzi, nem szolgál a cikkben szereplő információk forrásmegjelöléseként.